# Saint-Saturnin (Cher)
 Saint-Saturnin  es una población y comuna francesa, situada en la región de  Centro, departamento de Cher, en el distrito de Saint-Amand-Montrond y cantón de Châteaumeillant.

## Demografía
| 931 | 830 | 683 | 605 | 513 | 466 |
| Para los censos de 1962 a 1999 la población legal corresponde a la población sin duplicidades (Fuente: INSEE [Consultar]) |     |     |     |     |     |